# Mimolaia peruana
Mimolaia peruana là một loài bọ cánh cứng trong họ Cerambycidae.